# Dornröschenbrücke

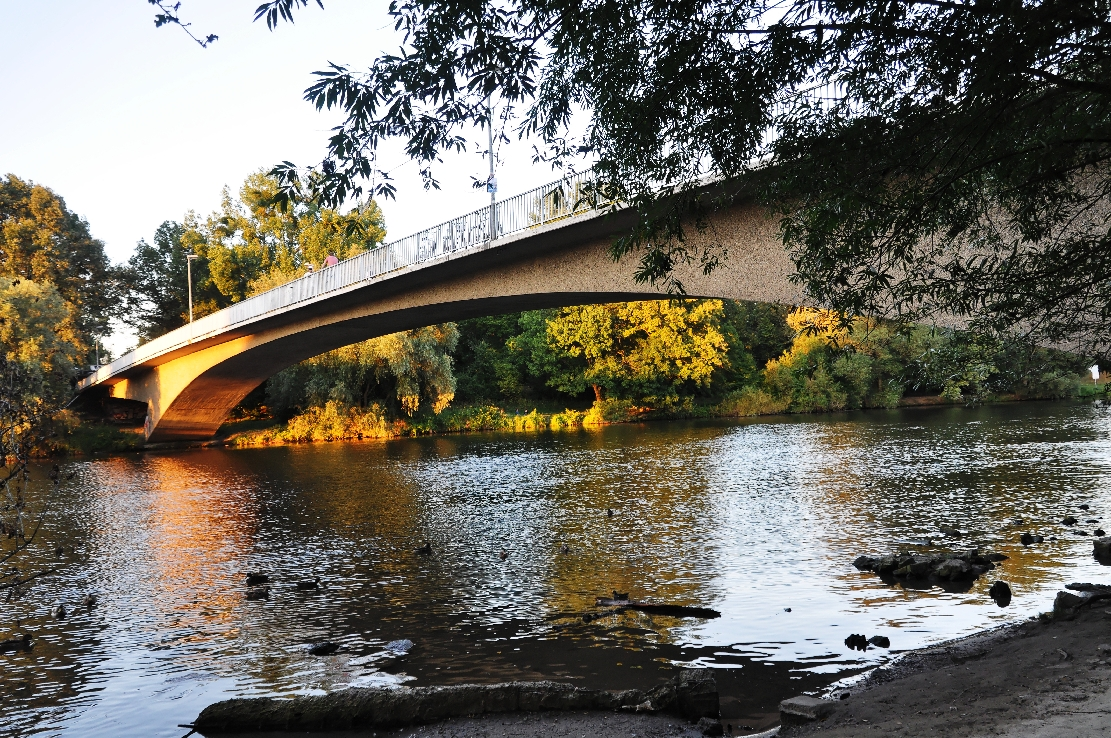
Die Dornröschenbrücke über die Leine in Hannover, gesehen vom Ufer in Linden-Nord Richtung Nordstadt, 2014

Die Dornröschenbrücke in Hannover ist eine 125 Meter lange und 7,50 Meter breite Fußgängerbrücke über die Leine in Hannover. Die von 1958 bis 1959 errichtete Spannbetonbrücke verbindet die hannoverschen Stadtteile Linden-Nord und Nordstadt und ist eine wichtige Verbindung für den Fahrradverkehr. Sie führt von Linden aus in ein Kleingarten- und Hochschulsportgebiet und weiter in die Herrenhäuser Gärten sowie zum Campus der Leibniz Universität Hannover.
2021 wurden Pläne für den Neubau der Brücke bekannt.

## Geschichte

### Vorgängerbau Leinaubrücke
Nur wenige Meter weiter flussaufwärts wurde 1940 während des Zweiten Weltkriegs in Höhe der Leinaustraße eine erste Brücke aus Holz über diesen Teil der Leine gespannt. Die Brücke sollte im Falle von Luftangriffen auf Hannover vor allem den Lindenern eine schnelle Flucht vor den Flieger- und Brandbomben auf das gegenüberliegende Ufer ermöglichen.
Nach dem Krieg riss das Hochwasser von 1946 die Holzbrücke mit sich fort. Die Stadt Hannover ließ daraufhin noch im selben Jahr an der gleichen Stelle eine neue hölzerne Flussquerung für Fußgänger errichten, diesmal mit schweren Holzbalken.

### Dornröschenbrücke

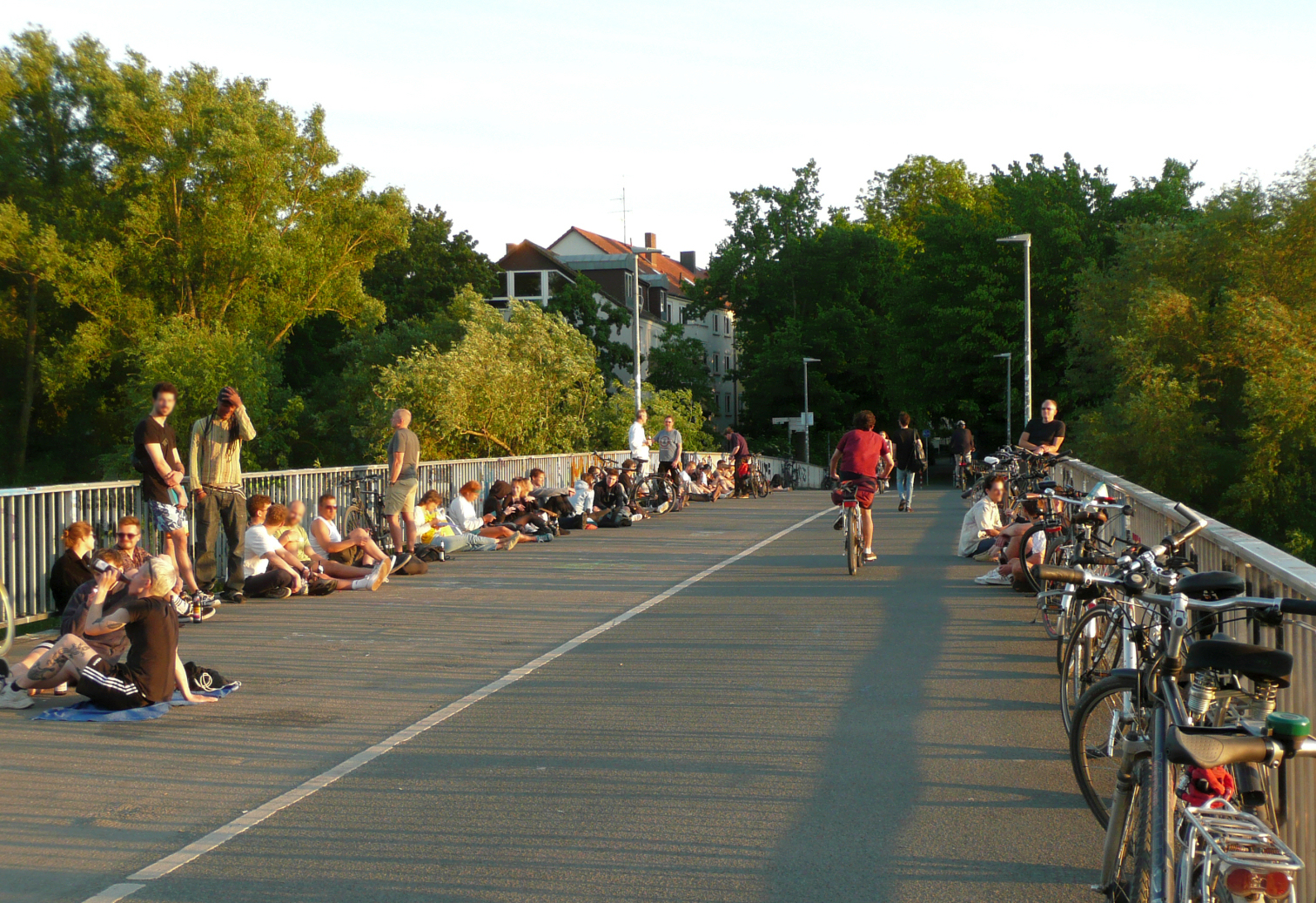
Die Brücke als abendlicher Treffpunkt

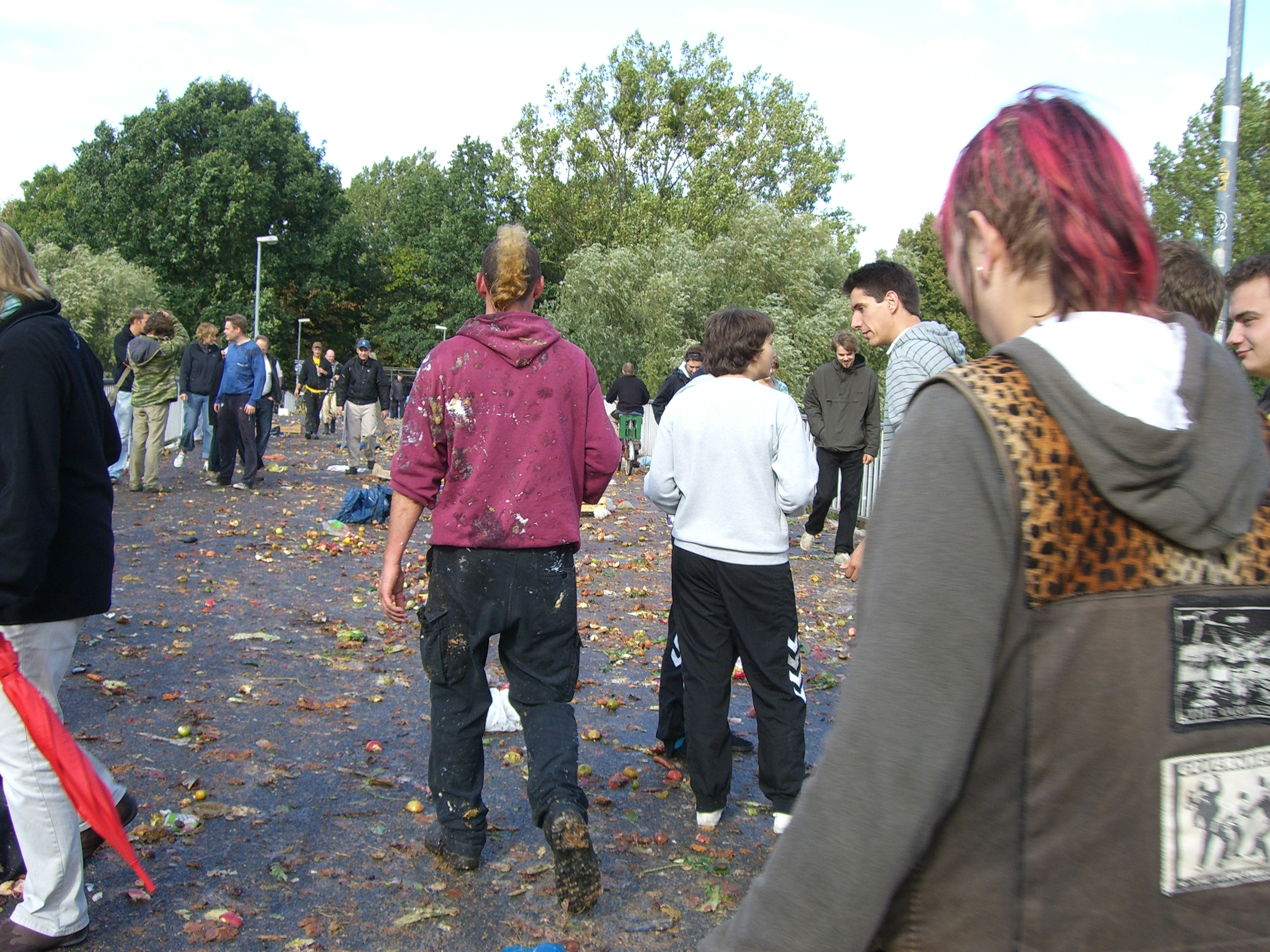
Die Dornröschenbrücke nach der Gemüseschlacht im Jahr 2009

1959 wurde auch die zweite hölzerne Leinaubrücke abgerissen. Ihre Holzbalken dienten als Verschalung für die noch im selben Jahr an der heutigen Stelle errichtete und am 10. Juni 1959 freigegebene  Dornröschenbrücke. Sie war eine der ersten Spannbetonbrücken in Deutschland. Ebenfalls 1959 wurde auch die nahe gelegene Hochstraße Bremer Damm als Zubringer vom Königsworther Platz zum Westschnellweg freigegeben.
Die Brücke ist nach dem etwa 200 Meter flussabwärts liegenden Café Dornröschen benannt. Das Café liegt im Erholungsgebiet, das bis Mitte der 1960er Jahre an beiden Ufern von Leine und Ihme mit Spazierwegen ausgestattet wurde.
Für den Fahrradverkehr stellt die Brücke eine wichtige Verbindung zwischen den Stadtteilen Linden-Nord und Nordstadt dar. Im Jahr 2021 war sie mit 7000 täglichen Querungen von Radfahrern eine der am meisten frequentierten Wegeabschnitte im Radwegenetz der Stadt. 2021 wurde bekannt, dass die über 60 Jahre alte Brücke ihr Lebensende erreicht hat und ein Neubau an ihrer Stelle entstehen soll. Die für 2024 geplanten Baumaßnahmen wurden gestoppt, weil sich die angenommenen Kosten von 6 Millionen Euro nahezu verdoppelt hatten.
An Sommerabenden ist die Brücke bei jungen Leuten ein beliebter Treffpunkt zum Feiern und ein Ort, um den Sonnenuntergang zu beobachten.
Die Dornröschenbrücke ist zudem Schauplatz der regelmäßig im September ausgetragenen Gemüseschlacht zwischen den Nordstädtern und den Lindenern.
Dornröschenbrücke ist der Titel eines von dem Chansonnier Wulf Hühn komponierten Liedes.

## Archivalien
Archivalien zu den Leinaubrücken oder die Dornröschenbrücke finden sich beispielsweise
- im Stadtarchiv Hannover unter dem Titel Leinaubrücke vom Tiefbauamt als „Schriftverkehr über den Neuaufbau der durch ein Hochwasser zerstörten Brücke“ aus dem Zeitraum vom 7. Mai 1945 bis 1952, Archivalien-Signatur StadtA H 1 NR 6 07 Nr. 129[10]